# Bodedern Football Club
Maillots
Dernière mise à jour : 2 août 2011.
Le Bodedern FC est un club gallois de football basé à Bodedern.

## Historique
- 1946 : fondation du club